# Augustich Imre
Razdertai Augustich Imre (Agostich Imre) (Murapetróc, 1837. szeptember 29. v. szeptember 30. – Budapest, 1879. július 17.) országgyűlési gyorsíró és hírlapíró.

## Élete
Az egykori Vendvidéken (ma Muravidék, Szlovénia) született nem messze a Mura folyótól kisnemesi családban. Édesanyja magyar származású volt, Zanaty Julianna Szombathelyről, apja viszont tősgyökeres szlovén családból való Augustich Lajos volt. Tanulmányait Szombathelyen és Budapesten végezte. Eleinte jegyzője volt a Batthyány családnak, amelynek birtokán szülőfaluja állt. Dolgozott egyebek között Alsószölnökön, Muraszombatban. Végül Budapesten hírlapíró lett és a dél-dalmáciai felkeléskor tudósított a pesti lapoknak: szláv származása révén el tudott igazodni a környéken és az emberek bizalmába tudott férkőzni. Itt el is törte a lábát. Hazatérve Budapesten a parlamentben lett Vas vármegye tudósítója és gyorsírója, a megyei vezetőséget rendszeresen és igen lelkiismeretesen tájékoztatta az országgyűlés üléseiről.
Budapesten írói ambíciói támadtak, elsősorban Jókai Mór hatása alatt írt néhány regényt magyar nyelven, de ezenkívül voltak jog- és társadalom tudományi munkái is és Vas vármegye naptárát is szerkesztette Pauer Antalla és Balogh Gyulával. Azonban nem feledkezett meg szülőhelyéről és anyanyelvéről sem. Az 1870-es évek közepétől már vend nyelven is írt és 1875-ben útjára indította az első vend újságot, a Prijátelt (Barát), amely havonta jelent meg. Ennek előfizetői voltak nemcsak a Vendvidéken, hanem a horvát Muraközben is, mivel az ottani dialektus nagyon közel áll ma is a vend nyelvhez, ezért a muraközi horvátok is szívesen olvasták a Prijátelt.
Augustich a korai években még erős magyar érzelmeket táplált neveltetése révén és azt akarta elérni, hogy munkái által magyarosodjék a szlovénség. A Prijátelban sok verset fordított le a magyar irodalom nagyjaitól Petőfi Sándortól, Arany Jánostól, Gyulai Páltól és másoktól, ezenkívül prózai műveket Jókai Mórtól, vagy Kemény Zsigmondtól. Elsősorban Petőfi hazafias tartalmú verseit fordította, hogy ezáltal csábítsa a magyar nemzeti érzületre a szlovénokat. 1876-ban Kossics József magyar nyelvtankönyvét (amit a szerző nem magyarosítás miatt alkotott meg!) átdolgozta, hogy ezáltal elősegítse a magyar nyelv elsajátítását a szlovénok körében. Szinnyei József és más politikusok, vagy közéleti személyek elismerően adóztak arról, hogy ezt teszi és a magyar nacionalizmust érvényesíti a nemzetiségek körében. Ám álláspontja hamar megváltozott, mert Borovnyák József szlovén politikus elképzelései, aki a szlovén nemzetiségért folytatott küzdelem fő alakja volt akkoriban, meggyőzték arról, hogy neki, mint szlovénnak a szlovén nemzetet kell szolgálnia. Ennek jegyében a szlovén Gaj-abécé használatára tért át és így kezdte megjelentetni a Prijátelt. Fran Erjavec ljubljanai természettudós természetrajzát vend nyelvre is átültette szlovén irodalmi nyelvből, amelyet igyekezett terjeszteni a vendvidéki iskolákban. Kapcsolatba lépett ő is az örökös tartományok szlovén politikai és értelmiségi köreivel. Valószínűleg még sok mindent tett volna nemzetiségéért, viszont fiatalon meghalt, ez pedig a Prijátel végét is jelentette.
Augustichnak nagy a szellemi öröksége a magyarországi szlovén irodalomban, amely egyedülálló az össz-szlovén nemzet irodalmában is és a délszláv, vagy akár az európai kultúrtörténetben. Augustich legfőbb jellemzője, hogy egészen új nyelvet alakított ki és kiforrasztotta a magyarországi szlovén világi és szépirodalmat. Korábban az irodalmi nyelvet jobbára szakrális tárgyú könyvek (bibliák, katekizmusok, imakönyvek, énekeskönyvek) képezték. Kossics József már ugyan létrehozta a világi irodalmi nyelvet vendül, de ez még döntően a szakrális irodalomból gyökerezett, míg Augustich önmaga alkotta mindezt, mely a szlovén és horvát szépirodalom normáit is figyelembe vette. Törekedett arra, ahogy Borovnyák, Kossics és sok más régi író, hogy a magyarországi szlovén nyelvet, azaz a vendet a szlovén irodalmi nyelvhez minél közelebb vigye. A Prirodis c. természetrajzban is számos terminológiai kifejezést, illetve állat- és növényneveket vett át, úgy hogy adott nekik vend alakot. France Prešerentől, a szlovénok költő óriásától is próbált mintát venni, így a Prijátel egyik számában is Veszelo novo leto címen közölt verse a ma Szlovénia himnuszaként számon tartott Zdravljica alapján született. A Prijátel annak ellenére, hogy megszűnt alapja lett a későbbi vend nyelvű sajtónak, így a Dober pajdás kalendárium és a 20. században működött Novine is ebből gyökerezik. Napjainkban is megjelenő vend sajtótermékek, akár a Muravidéken, akár Magyarországon is bizonyos mértékig a Prijátel örökösei, habár nyelvezetük már jelentősen átalakult.

## Művei
- A polgári házasság. Népszerű jog- és társadalmi tudomány dr. H-ain és dr. Ch-nd után. (Pest, 1868.)
- Návuk vogerszkoga jezika za zacsetnike. Budapest, 1876. (A magyar nyelv vezérfonala kezdők számára.)
- Prirodopis s kepami, 1879 (Természetrajz képekkel)